# Custer's Last Stand
Custer's Last Stand é um seriado estadunidense de 1936, gênero Western, dirigido por Elmer Clifton, em 15 capítulos, estrelado por Rex Lease, Lona André, William Farnum, Ruth Mix, Jack Mulhall e Helen Gibson. Tendo como tema a histórica Batalha de Little Bighorn, no Rio Little Bighorn, foi um seriado independente, sendo o primeiro seriado produzido pela Weiss Productions e distribuído pela Stage & Screen Productions, um estúdio de filmes B mais modesto, que logo depois foi à falência devido à Grande Depressão. O seriado foi estrelado por famosos e populares atores dos Westerns-B, tal como a estrela do cinema mudo Helen Gibson, e a filha de Tom Mix, Ruth Mix.
Em abril do mesmo ano, o seriado foi editado para uma versão de 84 minutos e lançado sob o mesmo título.

## Sinopse
O seriado apresenta vários personagens históricos e segue várias tramas, centrando-se em uma “Seta Medicinal” tomada em uma batalha, e em uma mina de ouro secreta, no caminho até a Batalha de Little Bighorn.

## Elenco
- Rex Lease … Kit Cardigan e seu pai John C. Cardigan
- Lona Andre … Belle Meade
- William Farnum … James Fitzpatrick
- Ruth Mix … Elizabeth Custer
- Jack Mulhall … Tenente Cook
- Nancy Caswell … Barbara Trent
- George Chesebro … Tenente Frank Roberts
- Dorothy Gulliver … Red Fawn
- Frank McGlynn Jr. … General George A. Custer
- Helen Gibson … Jane Calamidade
- Josef Swickard … Major Henry Trent
- Chief Thundercloud … Young Wolf
- Allen Greer … Wild Bill Hickok
- High Eagle … Cavalo Louco
- Howling Wolf … Touro Sentado

## Crítica

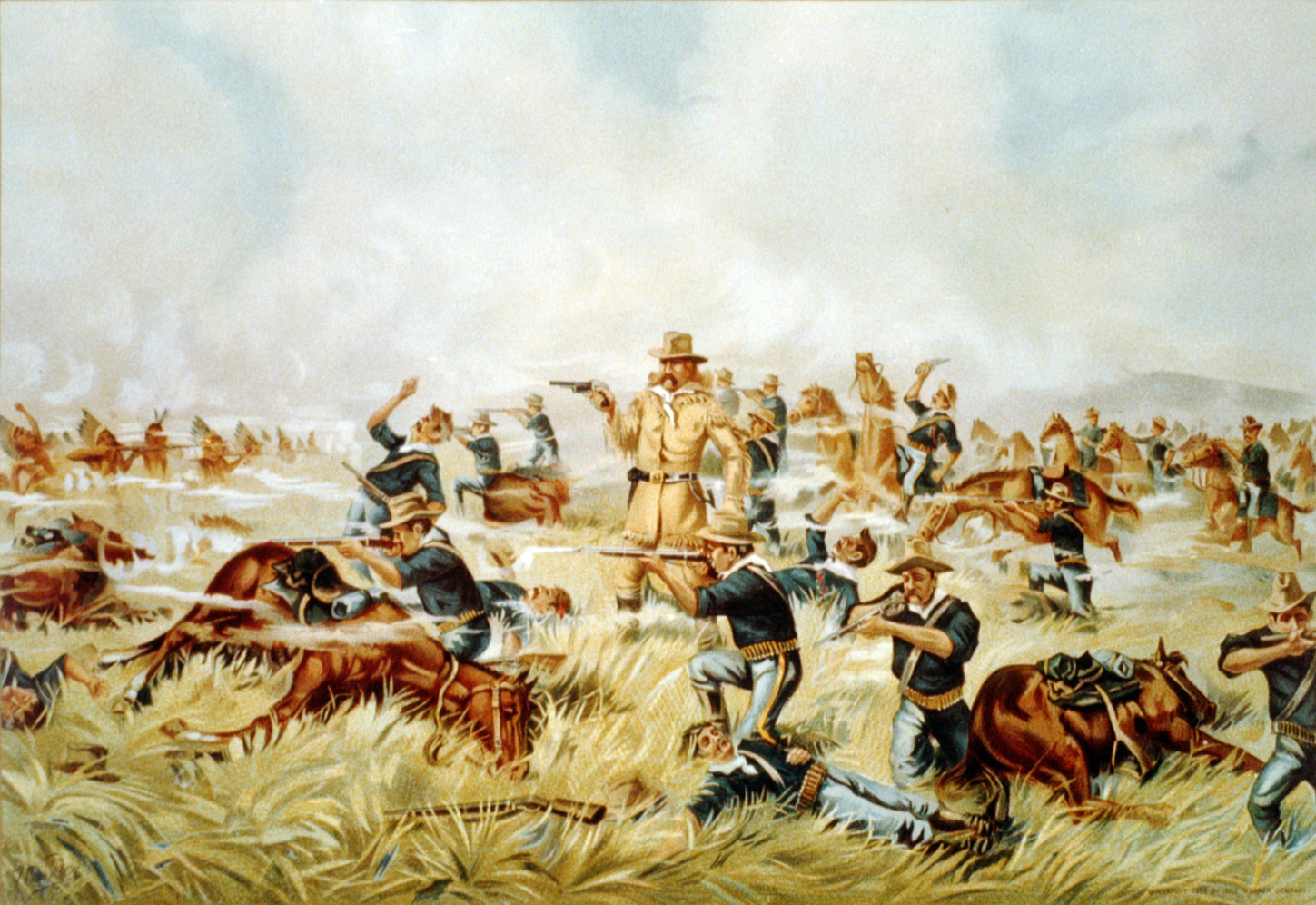
Pintura de autor desconhecido, retratando o Massacre de Custer em Big Horn, Montana, em 25 de junho de 1876. O tema foi romanceado e usado no seriado, que apresenta várias inconsistências históricas.

Comentando sobre a trama, Cline nota que o seriado contém vários personagens históricos em uma definição puramente fictícia. A história divaga numa série de parcelas frouxamente conectadas e subparcelas levando até a Batalha de Little Bighorn. Personagens como General George A. Custer, Jane Calamidade, Wild Bill Hickok, Cavalo Louco e Touro Sentado, ao lado de personagens puramente fictícios, formam a trama que romantiza a verdadeira história ocorrida em 1876.
O seriado Custers Last Stand foi bem recebido, porém, pelos fãs de ação, independentemente de suas imprecisões históricas.

## Capítulos
1. Perils of the Plains
2. Thundering Hoofs
3. Fires of Vengeance
4. The Ghost Dancers
5. Trapped
6. Human Wolves
7. Demons of Disaster
8. White Treachery
9. Circle of Death
10. Flaming Arrow
11. Warpath
12. Firing Squad
13. Red Panthers
14. Custer's Last Ride
15. The Last Stand

Fonte: